# Schizotetranychus malayanus
Schizotetranychus malayanus är en spindeldjursart som beskrevs av Ehara 1988. Schizotetranychus malayanus ingår i släktet Schizotetranychus och familjen Tetranychidae. Inga underarter finns listade i Catalogue of Life.